# سیارک ۳۰۳۰
سیارک ۳۰۳۰ (به انگلیسی: 3030 Vehrenberg، نامگذاری:1981EH16) سه هزار و سیمین سیارک کشف شده‌است که در ۱ مارس ۱۹۸۱ کشف شد.
قدر مطلق سیارک برابر ۱۴٫۳۰ است.